# Foggia (provincie)
De provincie Foggia is gelegen in het noorden van de Zuid-Italiaanse regio Apulië. Ze grenst aan de provincies Campobasso (regio Molise in het noorden, de provincies Avellino en Benevento behorende tot Campanië in het oosten, in het zuiden aan de provincies Potenza (Basilicata) en Bari.

## Geografie
De gehele oostzijde van de provincie wordt begrensd door de Adriatische zee. De kust van noord naar zuid: De meren Lesina en Varano, van zee gescheiden door een smalle strook land, het dichtbeboste schiereiland Gargano met zijn klifachtige kust, en in het zuidelijkste deel liggen de zoutpannen bij Zapponeta. Tot de provincie behoren ook de Tremitische Eilanden, een eilandengroep die ongeveer 20 kilometer uit de kust ligt op de hoogte van het Lago di Lesina. Het binnenland wordt de Tavoliere genoemd, een vruchtbare vlakte waar ook de hoofdstad gelegen is. In het uiterste westen ligt het gebergte Daunia met de 1030 meter hoge Monte Pagliarone.

## Belangrijke plaatsen
- Foggia (45.000 inw.)
- Manfredonia (57.704 inw.)
- Cerignola (57.150 inw.)
- San Severo (55.861 inw.)

## Bezienswaardigheden
- Nationaal Park Gargano

De Gargano heeft een spectaculaire rotskust. Vooral tussen Mattinata en de voor het toerisme belangrijke Vieste. Het achterland wordt in beslag genomen door het dichtbeboste Foresta Umbra. Naast Vieste zijn de andere belangrijke plaatsen: Peschici, Monte Sant'Angelo en San Giovanni Rotondo.
- Lucera

De stad Lucera (34.911 inw.) telt een aantal belangrijke monumenten. Aan de rand van de stad staat een enorm kasteel waarvan de muren een omtrek hebben van een kilometer. Ten noordoosten van het centrum ligt het amfitheater uit de tijd van keizer Augustus. Pronkstuk van het historische centrum is de 13de-eeuwse kathedraal.

## Foto's

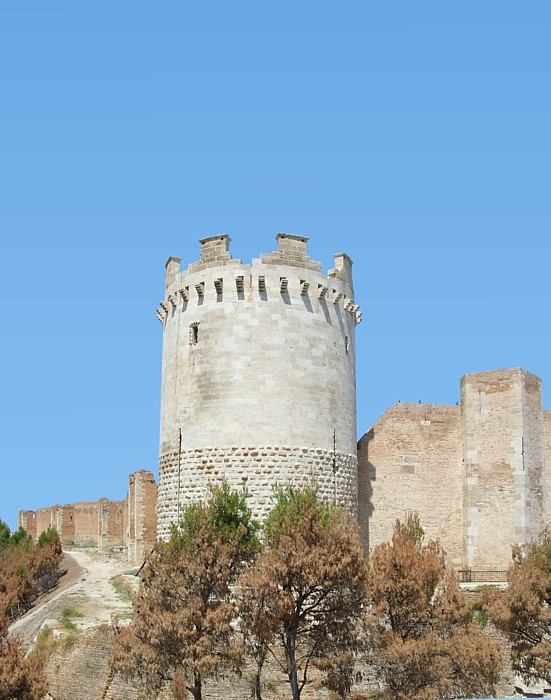
Lucera
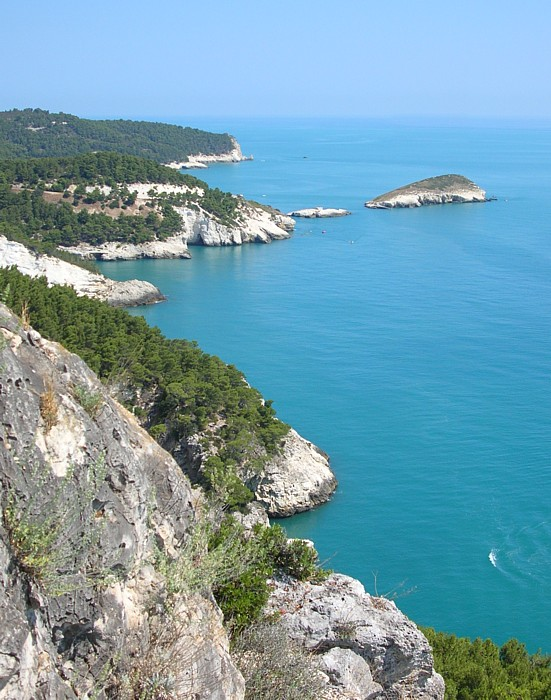
Gargano
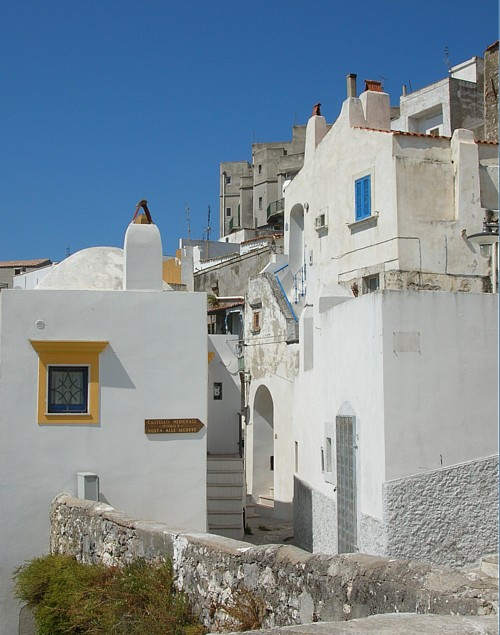
Peschici